# HD34452
HD34452 — хімічно пекулярна зоря спектрального класу B9, що має  видиму зоряну величину в смузі V приблизно  5,4.
Вона  розташована на відстані близько 448,0 світлових років від Сонця.

## Фізичні характеристики
Зоря HD34452 обертається 
порівняно повільно 
навколо своєї осі. Проєкція її екваторіальної швидкості на промінь зору становить  Vsin(i)= 49км/сек.
Телескоп Гіппаркос зареєстрував  фотометричну змінність  даної зорі з періодом    2,47 доби в межах від  Hmin= 5,33 до  Hmax= 5,31.

## Пекулярний хімічний вміст
Зоряна атмосфера HD34452 має підвищений вміст 
Si
.

## Магнітне поле
Спектр даної зорі вказує на наявність магнітного поля у її зоряній атмосфері.
Напруженість повздовжної компоненти поля оціненої з аналізу
становить  743,4± 433,6 Гаус.